# 不浪漫嗎
"不浪漫嗎"（Isn't It Romantic?）是一首流行歌曲並且收錄在美國流行金曲簿（Great American Songbook）之中。由理查·勞傑斯作曲，勞倫茲·哈特作詞。歌曲為32小節的格式，並以ABAC來進行。艾列克·維德（Alec Wilder）在他的著作American Popular Song: The Great Innovators 1900-1950認為這是一首完美之歌。